# Hradištko (Nyugat-prágai járás)
Hradištko település Csehországban, Nyugat-prágai járásban. Hradištko Petrov, Krňany, Davle, Jílové u Prahy és Štěchovice településekkel határos. Lakosainak száma 2469 fő (2024. január 1.).

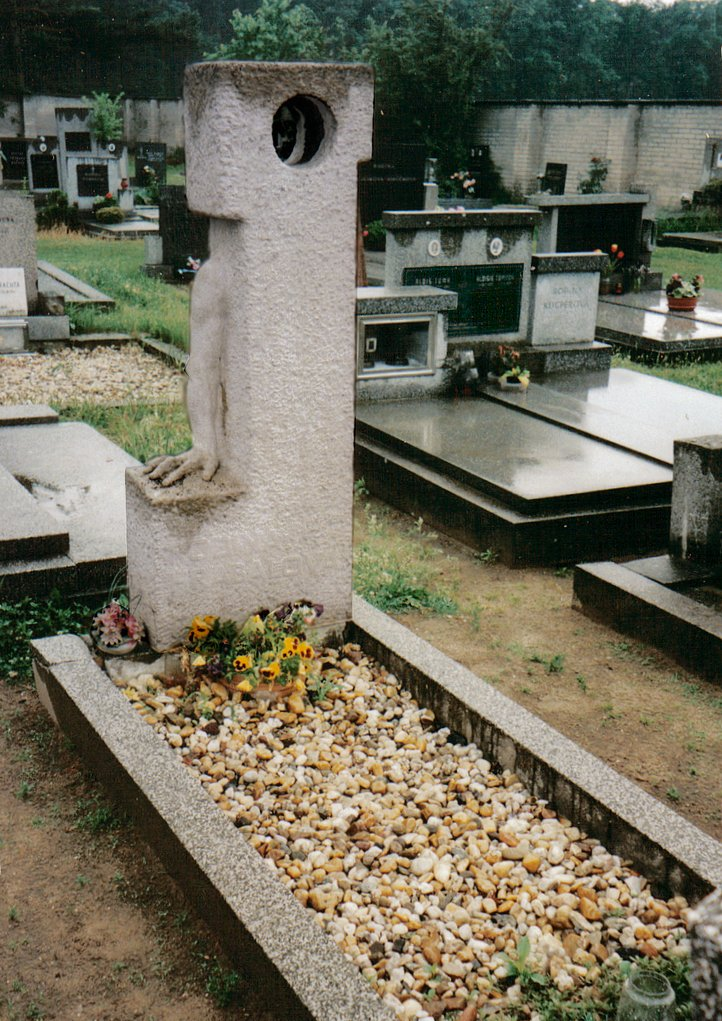
Bohumil Hrabal (1914 – 1997) író sírja Hradištko temetőjében

A község temetőjében nyugszik Bohumil Hrabal (1914 – 1997) író.

## Népesség
A település lakosságának változását az alábbi diagram mutatja:
| Lakosok száma | 622  | 663  | 580  | 994  | 1230 | 1261 | 2075 | 2186 | 2306 | 2469 |
|               | 1869 | 1890 | 1921 | 1950 | 1980 | 2001 | 2017 | 2019 | 2022 | 2024 |